# Département de la Maison du roi
Le département de la Maison du roi est un département ministériel de l'Ancien Régime, placé sous l'autorité du secrétaire d'État à la Maison du roi.

## Histoire
Avec le département de la Guerre, il s'agit du plus ancien des départements spécialisés, créé en 1570 par Charles IX en réunissant, au profit de Simon Fizes de Sauve, l'« ordinaire des guerres » et la Maison du roi. Les deux départements furent dissociés dès 1594 : Nicolas de Neufville, marquis de Villeroy rassembla les Affaires étrangères et la Guerre tandis que Martin Ruzé de Beaulieu conservait seulement la Maison du roi.
En 1661, le département est augmenté des affaires du clergé. En 1669, Colbert acheta la charge à Henri de Guénégaud du Plessis-Belleville, et cumula ainsi la Maison du roi avec la Marine et le contrôle général des finances. Le cumul entre Maison du roi et contrôle général dura jusqu'en 1699 tandis que celui entre Maison du roi et Marine perdura jusqu'en 1749, avec seulement une interruption sous la polysynodie (1715-1718).
Après la disgrâce de Maurepas en 1749, le département fut démembré : la Marine fut constituée en département spécifique au profit de Rouillé tandis que la Maison du roi et le clergé furent repris par le ministre des affaires générales de la Religion prétendue réformée (RPR), le comte de Saint-Florentin.
Les bureaux du département sont assez peu nombreux : quatre en 1771, cinq en 1789. Les archives sont regroupées en deux dépôts, les Grands Augustins et le Louvre.

## Compétences
Le département de la Maison du roi regroupe quatre divisions principales :
- la Maison du roi ;
- les Bâtiments du roi ;
- les affaires générales du clergé et les affaires de la RPR (la « Religion Prétendue Réformée ») ;
- l'administration de Paris et des provinces.

### La Maison du roi
Le secrétaire d'État à la Maison du roi a la haute responsabilité de la Maison du roi, regroupant la maison civile (entre 1 000 et 2 000 personnes) et la maison militaire, cette dernière relevant cependant pour l'essentiel du secrétaire d'État à la Guerre. Mais cette responsabilité est en pratique essentiellement formelle, car les officiers de la Maison du roi sont, pour l'exécution de leur service, sous l'autorité effective du Grand maître de France.
Le secrétaire d'État est néanmoins chargé des recrutements : il reçoit des mains des officiers les dossiers de candidature et les soumet à l'agrément au roi.
Le secrétaire d'État est également chargé du choix et de l'aménagement des salles pour les États généraux.

### Les Bâtiments du roi
Le secrétaire d'État à la Maison du roi a autorité sur les Bâtiments du roi dirigés, selon les époques, par le surintendant ou directeur général des Bâtiments. Cette administration est principalement responsable des travaux dans les résidences royales ainsi que, pour partie, du mécénat royal dans le domaine de l'architecture, de la sculpture et de la peinture. Elle a également la tutelle des manufactures des Gobelins, de la Savonnerie et de Sèvres.
Le secrétaire d'État à la Maison du roi a par ailleurs autorité sur des établissements culturels et scientifiques comme la Bibliothèque du roi, Observatoire de Paris, le Jardin des Plantes, soit directement, soit par l'intermédiaire des Bâtiments du roi. Il exerce la tutelle du Collège royal et des Académies et surveille les sociétés savantes et les spectacles donnés à la Cour (ainsi qu'à Paris, au titre de ses attributions spécifiques à la capitale : voir ci-dessous).

### Les «affaires générales du clergé»
Le secrétaire d'État à la Maison du roi contrôle l'expédition de la feuille des bénéfices. Il surveille la conduite des ecclésiastiques et contrôle les élections d'abbés ou de supérieurs d'ordres religieux. Il est chargé des relations entre le gouvernement et le clergé, par l'intermédiaire des agents généraux du clergé.
De 1598 à 1685, c'est le secrétaire d'État à la Maison du roi qui veille à la bonne application de l'édit de Nantes. À partir de 1749, les affaires de la RPR (la « Religion prétendue réformée ») sont réunies au département de la Maison du roi, mais sans fusion des services qui demeurent distincts.

### L'administration de Paris et des provinces
Le secrétaire d'État à la Maison du roi a des attributions de police et d'administration générale sur tout le territoire, sauf les provinces frontalières, qui sont du ressort du secrétaire d'État à la Guerre.
Depuis 1589, et à l'exception de la période 1749-1757, il a également la haute responsabilité de la ville de Paris où il doit veiller à l'éclairage et au nettoyage des rues, à la répression du vagabondage et de la mendicité, aux affaires de mœurs, à la surveillance des étrangers, à la censure des livres, à la surveillance des journaux et spectacles.
Dans ces attributions, le secrétaire d'État à la Maison du roi travaille en collaboration avec le lieutenant général de police et son administration.

## Liste chronologique
Le département de la Maison du roi est dominé, à partir de 1690, par la famille Phélypeaux, dont les membres se succèdent à sa tête entre 1690 et 1775.
1. 1570-1579 : Simon Fizes de Sauve
2. 1588-1613 : Martin Ruzé de Beaulieu
3. 1606-1638 : Antoine de Loménie de La Ville-aux-Clercs
4. 1615-1643 : Henri-Auguste de Loménie de Brienne
5. 1643-1669 : Henri de Guénégaud du Plessis-Belleville
6. 1669-1683 : Jean-Baptiste Colbert (1619-1683), également contrôleur général des finances, secrétaire d'État à la Marine, surintendant des bâtiments, arts et manufactures
7. 1683-1691 : François Michel Le Tellier de Louvois
8. 1691-1699 : Louis Phélypeaux (1643-1727), comte de Pontchartrain, également contrôleur général des finances et secrétaire d'État à la Marine
9. 1699-1715 : Jérôme Phélypeaux (1674-1747), comte de Pontchartrain, parallèlement secrétaire d'État à la Marine (associé au département à compter de 1693)
10. 1715-1718 : Louis Phélypeaux (1672-1725), marquis de La Vrillière
11. 1718-1749 : Jean Frédéric Phélypeaux (1701-1781), comte de Maurepas, parallèlement secrétaire d'État à la Marine (1723-1749)
12. 1749-1775 : Louis Phélypeaux (1705-1777), marquis puis duc de La Vrillière, comte de Saint-Florentin
13. 1775-1776 : Chrétien-Guillaume de Lamoignon de Malesherbes
14. 1776-1783 : Antoine-Jean Amelot de Chaillou
15. 1783-1787 : Louis Auguste Le Tonnelier de Breteuil
16. 1788-1789 : Pierre-Charles Laurent de Villedeuil
17. 1789-1791 : François-Emmanuel Guignard, comte de Saint-Priest, dernier ministre de la Maison du roi puis premier ministre de l'Intérieur (monarchie constitutionnelle).